# Pyskoun vlnkovaný
Pyskoun vlnkovaný nebo také pyskoun obrovský (Cheilinus undulatus) je mořská ryba z čeledi pyskounovitých, obývající oblast Indo-Pacifiku.
Je největším druhem pyskounů, dospělí samci dosahují délky až dva metry (rekordní jedinec měřil 229 cm a vážil 191 kg). Zbarvení se pohybuje od šedozeleného po tyrkysové, s kresbou ze světlejších a tmavších vlnek. Charakteristickými znaky jsou dva černé vodorovné pruhy okolo očí, velké masité rty chránící před poraněním o ostré hrany korálů nebo o ostny některých mořských živočichů, a u dospělých jedinců také nápadný hřeben na čele (podle jeho podobnosti s dvourohým kloboukem dostala ryba anglickou přezdívku Napoleon fish).
Obývá teplá moře od východního pobřeží Afriky po souostroví Tuamotu na východě a Rjúkjú na severu. Zdržuje se nejraději na korálových útesech do hloubky 100 m. Je aktivní převážně ve dne, loví menší ryby, měkkýše a korýše. Jako jedna z mála ryb se živí také hvězdicemi, vůči jejichž jedu je imunní. Jsou velmi zvědaví a často připlouvají k potápěčům, nepředstavují však pro člověka žádné nebezpečí.
Pyskoun vlnkovaný je samotářským a teritoriálním druhem. Pohlavní zralosti dosahuje okolo pěti let, část samic se může v dospělosti změnit na samce (protogynní hermafroditismus). Ryba se dožívá třiceti až padesáti let.
Z důvodu rozsáhlého ilegálního lovu na maso zařadil Mezinárodní svaz ochrany přírody pyskouna vlnkovaného mezi ohrožené druhy, populace se v posledních třiceti letech zmenšila o polovinu. V jihovýchodní Asii, kde jsou maso a zejména pysky vyhledávanou lahůdkou, tento druh na některých místech zcela vymizel.